# Valul de frig din Europa din februarie 2018
În ultimele zile ale lunii februarie 2018, o masă de aer arctic cu structură anticiclonică, întinzându-se din Orientul Îndepărtat Rus până în Insulele Britanice, a acoperit arii extinse din Asia și aproape întreg continentul european.  Numit sugestiv „Bestia estului”, valul de frig a adus ger și cantități însemnate de ninsoare în mare parte din Europa continentală, dar și în Arhipelagul Britanic, și a ucis cel puțin 87 de oameni.
Numit de Deutscher Wetterdienst anticiclonul Hartmut, acest sistem de presiune ridicată este atât de intens încât a evoluat într-o furtună anticiclonică. Rafale de vânt de 187 km/h au fost înregistrate în Parcul Național Øvre Dividal din Norvegia, relativ aproape de centrul anticiclonic. Alte rafale de forța unui uragan au fost înregistrate în întreaga Europă, în special în Scandinavia și Insulele Britanice. Anticiclonul Hartmut s-a format aproape concomitent cu furtuna Emma, o masă de aer diferită de origine atlantică. Îndreptându-se din sud-vestul continentului și afectând Peninsula Iberică și Arhipelagul Britanic, furtuna Emma a adus un nou val de ger și ninsori în Marea Britanie și Irlanda.

## Denumire
Frontul de aer rece a fost numit „Bestia estului” de meteorologii din Marea Britanie, în timp ce olandezii l-au denumit „Ursul siberian”, iar
suedezii „Tunul de zăpadă”. Din cauza întinderii vaste, Météo-France l-a numit „Moscova–Paris”.

## Cauze

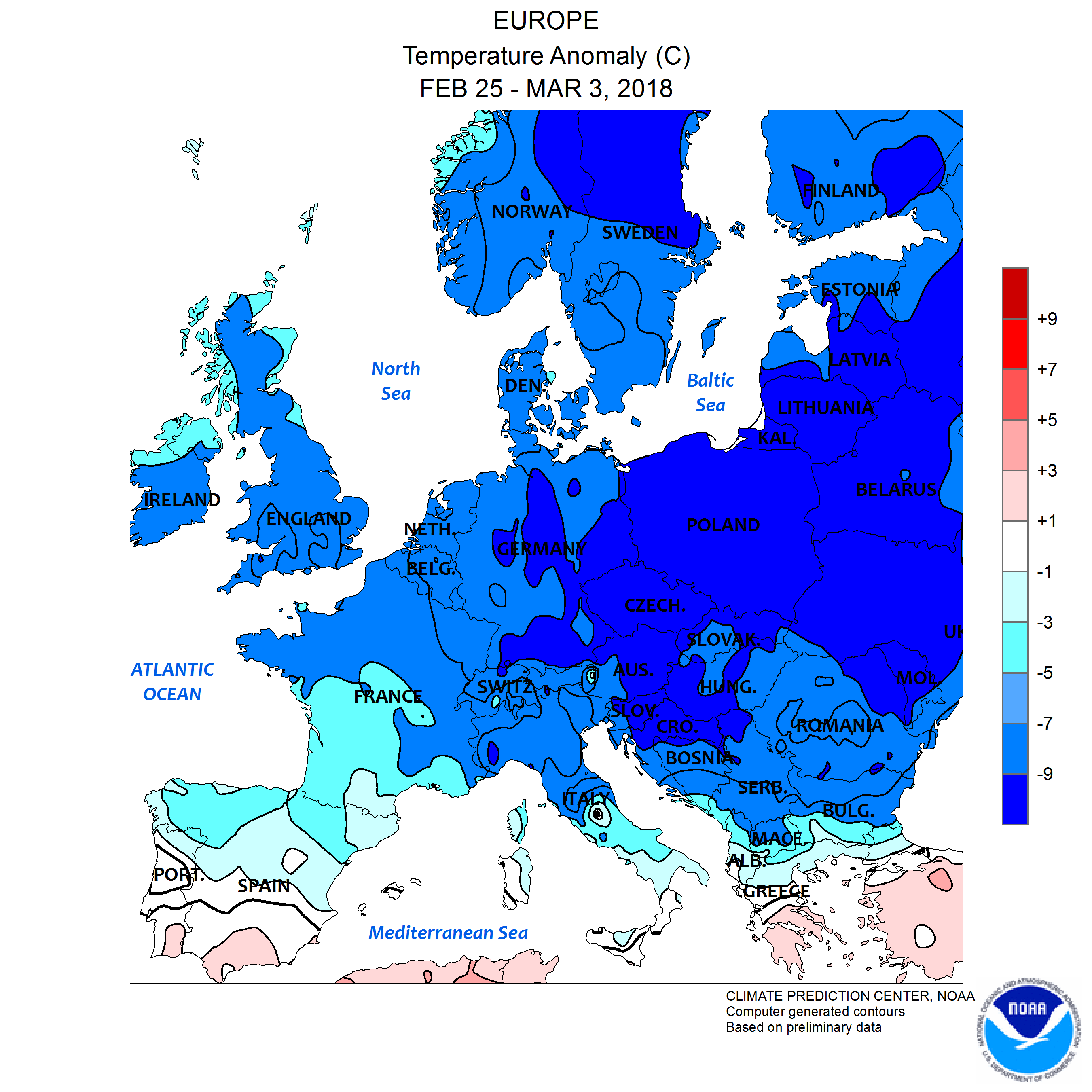
Anomalii termice pe perioada anticiclonului Hartmut

Potrivit oamenilor de știință, originea gerului și ninsorilor care au afectat Europa în februarie 2018 stă în temperaturile ridicate înregistrate în zona arctică. În nordul Groenlandei, la stația meteorologică Cap Morris Jesup s-au înregistrat în 2018 un număr record de 61 de ore cu temperaturi peste nivelul înghețului. Ca și consecință a temperaturilor crescute (cu până la 20° peste valorile normale), gheața din această regiune a ajuns și ea la un nivel extrem de scăzut, iar mediul cald din această zonă a permis aerului rece din nord să se deplaseze către Rusia, Scandinavia și, ulterior, peste întreaga Europă. Un studiu publicat în 2017 a constatat că aceste fenomene de încălzire au crescut în frecvență și durată în timpul iernii, deoarece Arctica continuă să se încălzească la o rată de două ori mai accelerată decât restul lumii.
Valul de frig a fost cauzat, în parte, și de o ruptură produsă în vortexul polar, o zonă cu presiune extrem de scăzută de la Polul Nord, care ține aerul rece din regiune departe de zonele sudice ale Terrei. Fenomenul asociat cu vremea de iarnă este cunoscut ca încălzire bruscă a stratosferei.

## Zone afectate

### Belgia
În Belgia, orașe precum Etterbeek, Verviers și Charleroi au dispus reținerea oamenilor străzii care refuză transportul la adăposturi. În Bruxelles temperaturile au scăzut la –10°C.

### Bosnia și Herțegovina
În Bihać și Cazin a fost declarată starea de dezastru natural ca urmare a căderilor de zăpadă și gerului puternic.

### Bulgaria
În perioada 26–27 februarie, întreaga țară s-a aflat sub avertizare cod portocaliu de căderi însemnate de zăpadă, însoțite de vânt puternic și temperaturi scăzute. În două regiuni din sudul Bulgariei (Smolean și Kărdjali) a fost instituit codul roșu.

### Croația

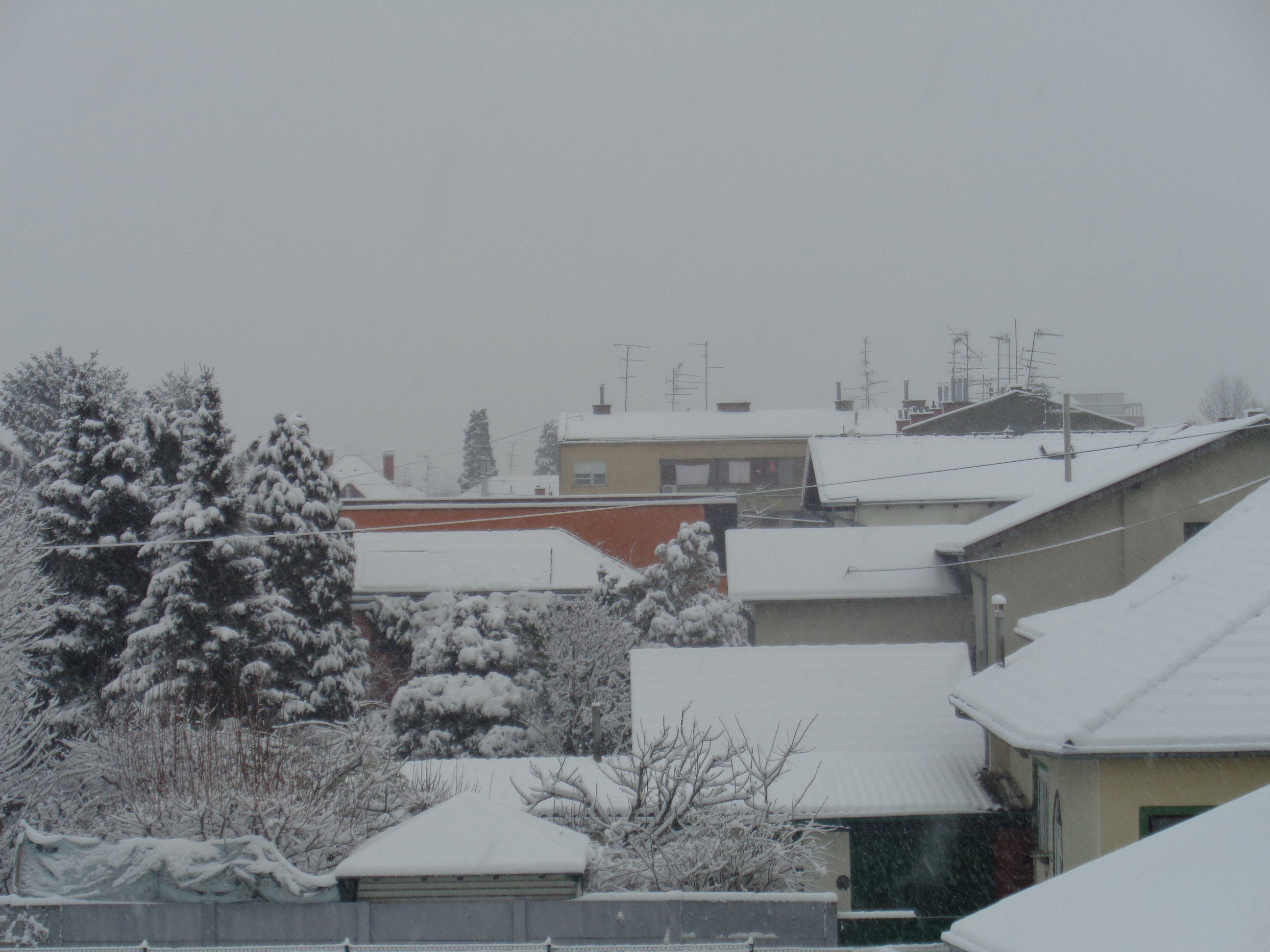
Orașul croat Čakovec pe 26 februarie 2018

Mai multe școli au fost închise în Croația și în jur de 1.000 de soldați au fost mobilizați pentru a ajuta la îndepărtarea zăpezii în zonele cele mai afectate. În orașul Delnice stratul de zăpadă a măsurat 182 cm, un record pentru regiune. În estul țării a fost decretat cod roșu de ninsori și de ploaie înghețată.

### Franța

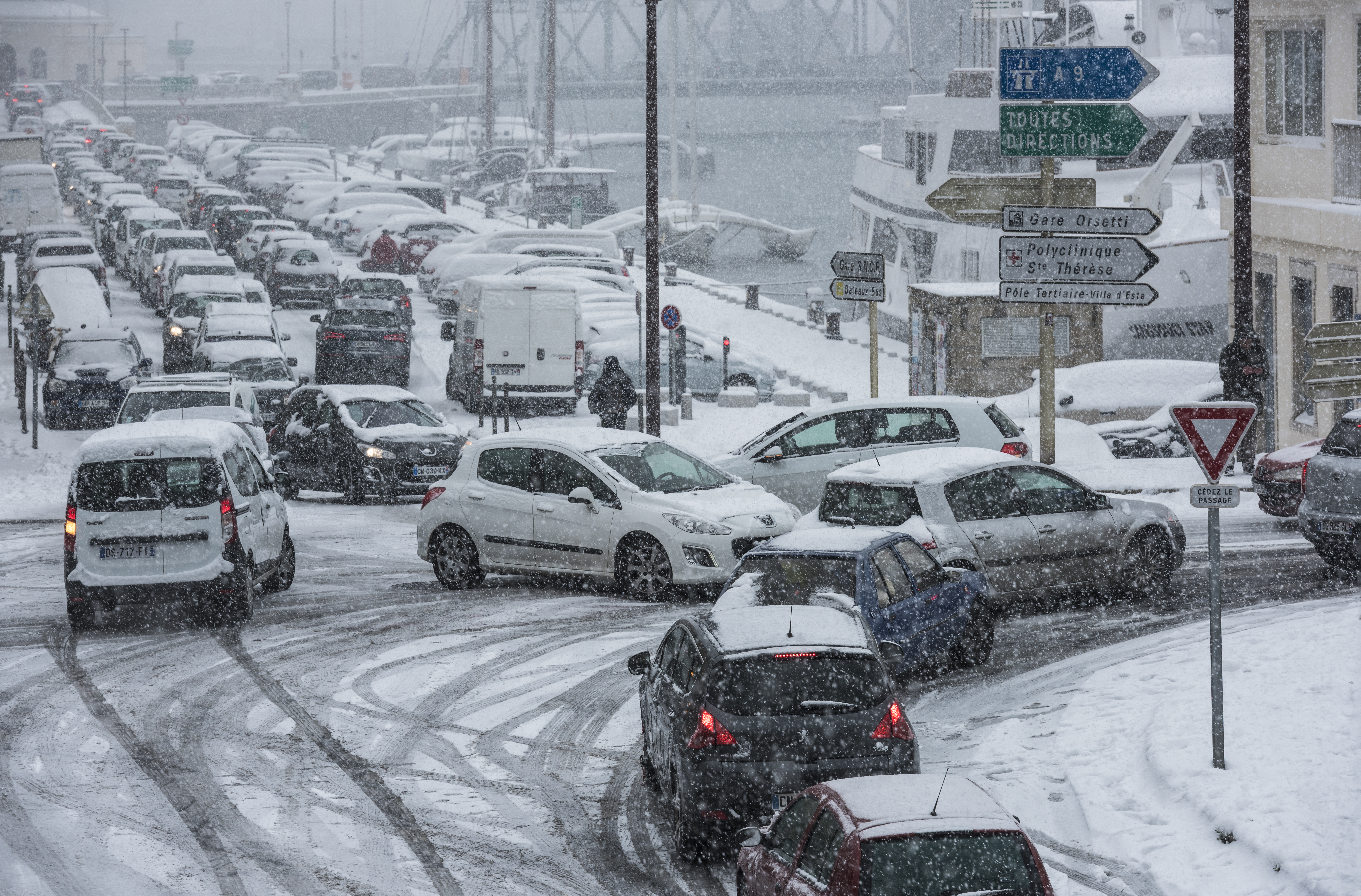
Ambuteiaj în Piața Delille din Sète, Hérault, Franța

Pe autostrada A9, în apropiere de Montpellier, în jur de 2.000 de șoferi au rămas blocați în mașini pentru mai mult de 20 de ore până când benzile au fost curățate de utilajele de deszăpezire. Pe 2 martie, o avalanșă a ucis patru oameni și a rănit un altul lângă stațiunea Entraunes, în sud-estul țării.

### Germania

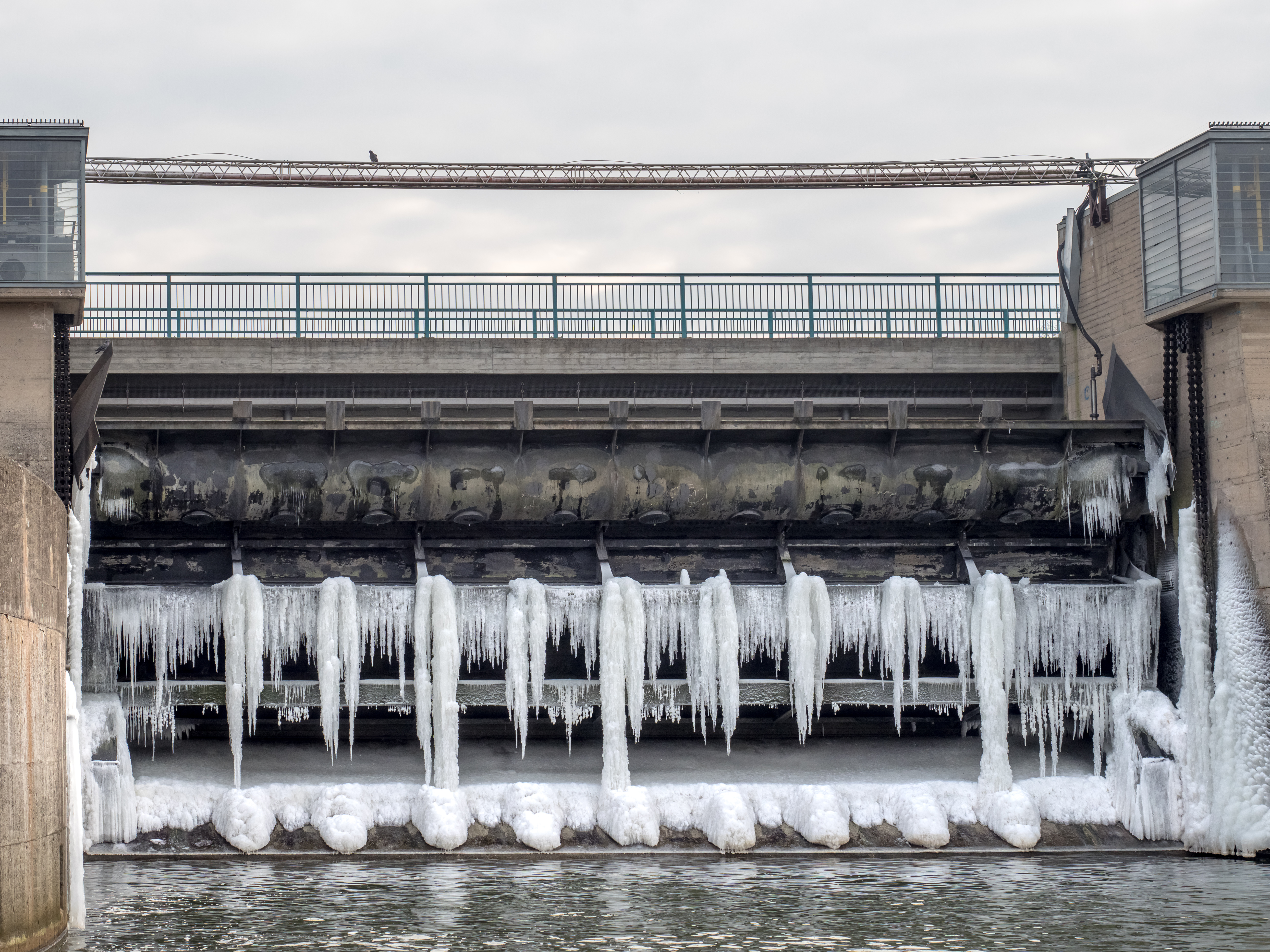
Sloiuri de gheață pe un baraj al râului Regnitz din apropierea orașului german Bamberg, 2 martie 2018

În dimineața de 26 februarie a fost înregistrată cea mai scăzută temperatură din iarna lui 2018 în Germania, –27°C, pe vârful Zugspitze din Alpii germani.

### Irlanda

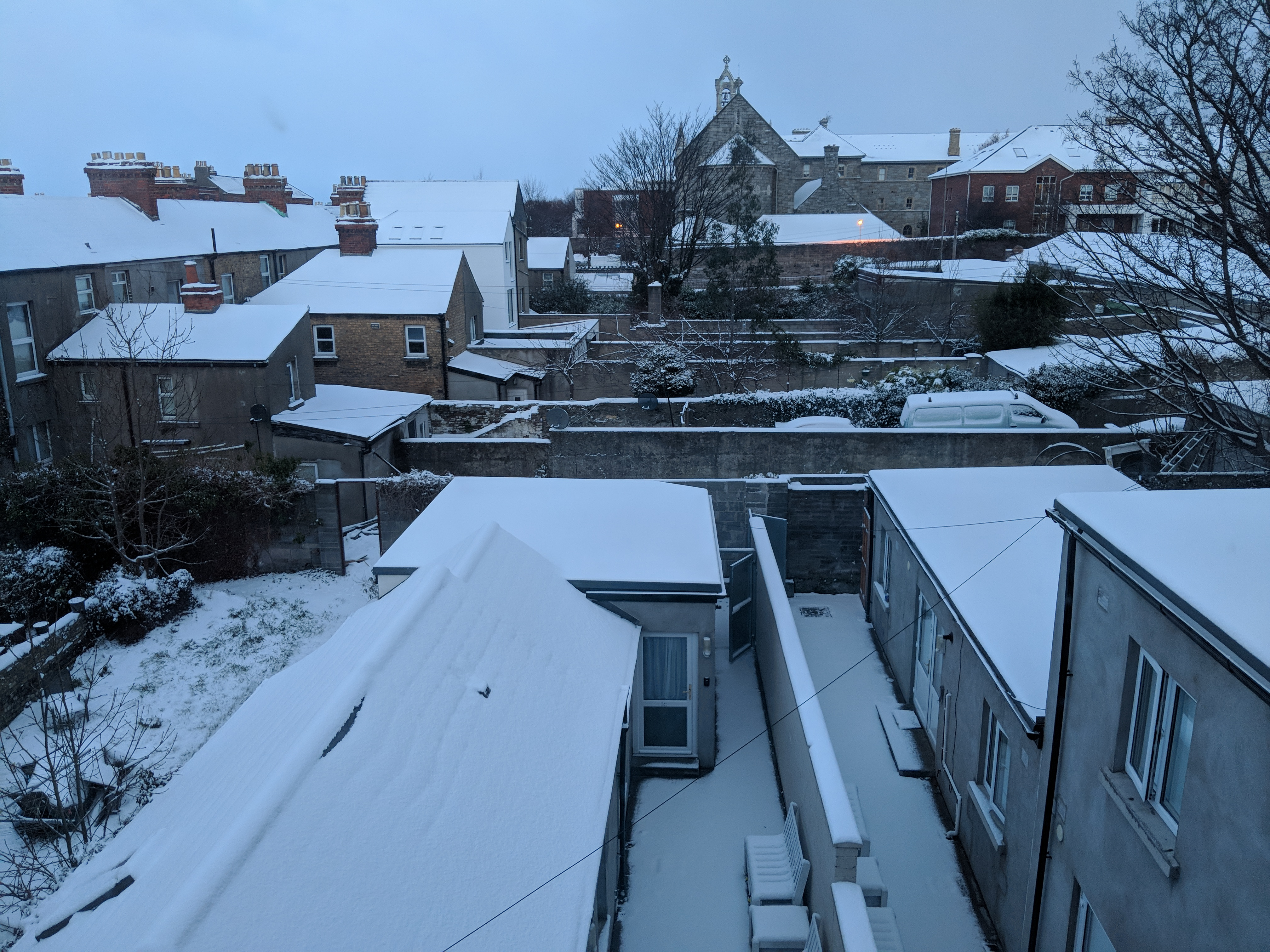
Dublin, 28 februarie 2018

Serviciul de Meteorologie local a emis un cod roșu de ninsoare și polei, în perioada 28 februarie–1 martie, pentru regiunile Dublin, Kildare, Louth, Wicklow și Meath. 100.000 de case au rămas fără curent electric, iar localnicii au fost sfătuiți să evite deplasările. Aeroporturile din Dublin și Cork au întâmpinat probleme din cauza viscolului, mii de pasageri rămânând blocați pe terminale sau în hoteluri.

### Italia
Roma a avut parte de prima zăpadă din 2012 încoace. Școlile și mai multe atracții turistice din Roma, printre care și Colosseum-ul, au fost închise pe 26 februarie. Zborurile spre și dinspre Aeroportul Ciampino au fost anulate, în timp ce poliția i-a sfătuit pe locuitori să rămână în case. Autoritățile italiene au fost nevoite să cheme armata pentru a deszăpezi străzile.
În Napoli, aeroportul a fost închis, iar serviciile de transport în comun au fost oprite din cauza gheții. Căderi mari de zăpadă au fost înregistrate și în Torino, Cuneo, Bologna, Parma, Reggio Emilia, Milano, Florența și Genova.
În zonele rurale, frigul a distrus cel puțin 20% din culturi. Au fost, de asemenea, afectate pepinierele de plante și flori și plantațiile de pomi fructiferi. Potrivit asociației Coldiretti, costurile pentru încălzirea serelor și suplinirea grajdurilor cu furaje se ridică la peste 300 de milioane de euro. În Liguria, Coldiretti a cerut decretarea stării de calamitate ca urmare a distrugerilor suferite de culturile horticole, legumicole și floricole.

### Lituania
În Lituania, temperaturile au scăzut până la –26°C, iar un bărbat a murit din cauza frigului în capitala Vilnius.

### Marea Britanie
Ninsoarea și gerul au dat peste cap traficul în mare parte din țară și au cauzat peste 8.000 de accidente rutiere. În Scoția, în jur de 1.000 de șoferi și-au petrecut noaptea în mașini după ce au rămas blocați pe M80 din cauza zăpezii. Sute de trenuri au fost anulate, iar autoritățile au avertizat că zonele rurale ar putea fi izolate. Sute de școli au fost închise din cauza vremii nefavorabile. Acestea includ 131 de școli în Kent, 62 în East Sussex, peste 200 în Țara Galilor și 44 în North Yorkshire. Spitalele au anulat operațiile și consultațiile non-urgente. British Airways a anulat peste 60 de zboruri de pe Aeroportul Heathrow. Membrii Forțelor Armate au fost mobilizați pentru a ajuta serviciile de urgență să facă față operațiunilor de salvare în întreaga Mare Britanie.
Pe 28 februarie, Met Office a dat o avertizare cod roșu de ninsori abundente pentru părți din Scoția. Este pentru prima dată când un cod roșu a fost emis în Scoția și pentru a doua oară în Marea Britanie. Pe 2 martie, codul roșu a fost instituit și în sudul Țării Galilor și în sud-vestul Angliei. Met Office a anunțat pe 1 martie că Marea Britanie a bătut recordul pentru cea mai scăzută temperatură maximă pentru luna martie într-o perioadă de 24 de ore. Orașul Tredegar din Țara Galilor nu a înregistrat mai mult de –4,7°C pe tot parcursul zilei. Recordul precedent de –4,6°C a fost stabilit pe 2 martie 2001 în Cassley, Sutherland, Scoția.
Perioadele de vreme rece extremă sunt rare în Marea Britanie, ultimul astfel de fenomen fiind observat în decembrie 2010. Totodată, părți din Anglia și Țara Galilor au înregistrat cele mai scăzute temperaturi din 1991 încoace.

### Polonia
Cinci oameni au murit în Polonia pe 26 februarie după ce temperaturile au scăzut până la –16°C în Varșovia.

### Republica Moldova
Serviciul Hidrometeorologic de Stat a emis pentru perioada 28 februarie–2 martie un cod galben de vânt puternic și ger pe întreg teritoriul Republicii Moldova. În Chișinău temperaturile au scăzut până la –20°C.

### România

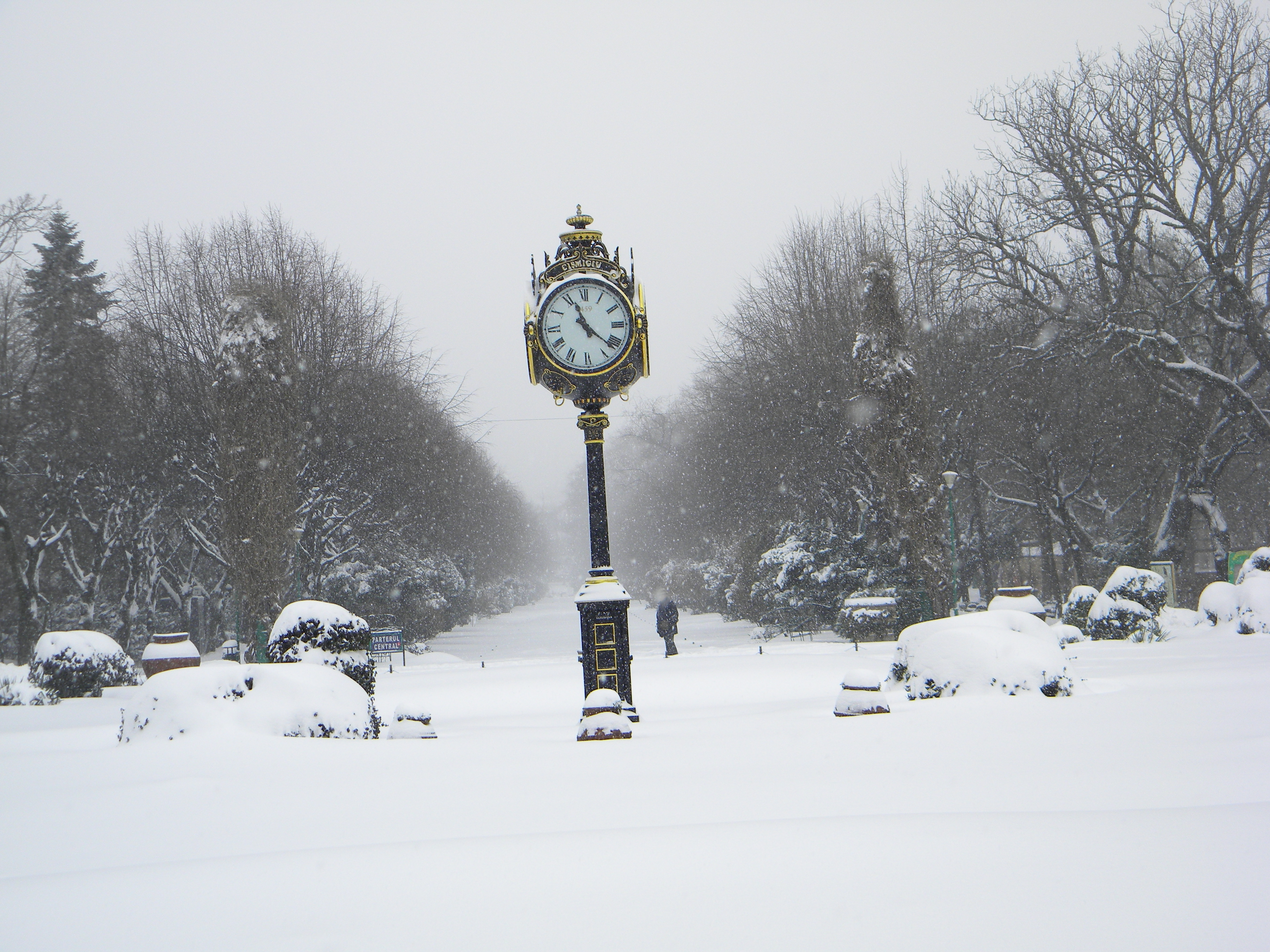
Parcul Cișmigiu din București acoperit de un strat gros de zăpadă, 28 februarie 2018

Din cauza ninsorii și viscolului puternic, autoritățile au închis două autostrăzi, circa 30 de drumuri naționale și peste 40 de drumuri județene în întreaga țară.
Ninsorile abundente au perturbat și traficul feroviar. Circa 6% din cele 1.200 de trenuri CFR Călători care circulă zilnic în România au fost anulate. Traficul aerian a avut și el de suferit. În județul Constanța, Aeroportul Internațional „Mihail Kogălniceanu” a fost închis pe 27 februarie. Mai multe curse aeriene au fost anulate pe raza SRPT Brașov, București și Craiova.
În județul Constanța au fost închise porturile Constanța Nord, Constanța Sud, Agigea, Midia și Mangalia. Totodată, în județul Tulcea a fost închisă Bara Sulina. În județul Teleorman, punctele de trecere a frontierei cu bacul Turnu Măgurele–Nicopole și Zimnicea–Sviștov au fost închise din cauza vântului puternic.
În săptămâna 26 februarie–4 martie, primarul Gabriela Firea a decis închiderea tuturor școlilor din București. De asemenea, din cauza condițiilor meteorologice nefavorabile, cursurile școlare au fost suspendate, integral sau parțial, in județele Argeș, Brăila, Călărași, Constanța, Dolj, Giurgiu, Ialomița, Ilfov, Olt, Teleorman, Tulcea, Vaslui, Vâlcea și Vrancea.

### Rusia
În Moscova, temperaturile au scăzut până la –24°C. Potrivit meteorologilor, noaptea de 25 februarie a fost cea mai rece din iarna lui 2018.

### Suedia
În orașul suedez Kiruna a fost înregistrată o temperatură-record de –40°C. O femeie refugiată a murit înghețată în Sävsjö.

### Ucraina
Autoritățile din Ucraina au închis școlile și universitățile, pentru a face economie de gaz.

## Victime
Valul de frig a cauzat cel putin 87 de morți în Europa, 27 doar în Polonia, unde fenomenul oamenilor fără adăpost devine o preocupare majoră. Alți 16 oameni au murit în Marea Britanie, printre care o fetiță de 7 ani lovită în fața casei de o mașină care a alunecat pe gheață. Vremea rece a ucis, de asemenea, 7 oameni în Franța, 7 în Slovacia și 6 în Cehia. Oamenii străzii reprezintă majoritatea celor care au murit, iar orașe din toată Europa au deschis adăposturi de urgență pentru persoanele care dorm pe străzi.
| Țară           | Morți |
| -------------- | ----- |
| Cehia          | 6     |
| Danemarca      | 1     |
| Franța         | 7     |
| Germania       | 1     |
| Italia         | 2     |
| Lituania       | 5     |
| Marea Britanie | 16    |
| Olanda         | 1     |
| Polonia        | 27    |
| România        | 4     |
| Serbia         | 3     |
| Slovacia       | 7     |
| Slovenia       | 3     |
| Spania         | 3     |
| Suedia         | 1     |
| Total          | 87    |